# Seesmic
Seesmic è una startup americana con sede a San Francisco negli Stati Uniti che sviluppa dei Client Twitter e facebook funzionanti dal web, da smartphone e desktop.
Creata dal blogger e imprenditore francese Loïc Le Meur. originariamente Seesmic era un sito di microblogging video in cui gli utenti potevano scambiarsi brevi messaggi video.
Erede di twhirl, seesmic è nelle sue varie versioni uno dei client twitter più usati nel web.